# Símbol solar

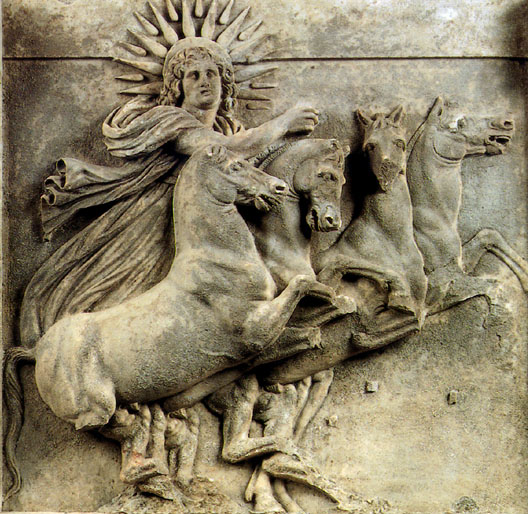
Helios amb un halo irradiat conduint el seu carro (Ilion,, el Museu de Pèrgam)

Un símbol solar és un dibuix o signe usat per representar el Sol o els seus atributs en una cultura determinada. Els símbols solars comuns inclouen cercles amb raigs, creus o espirals. En la iconografia religiosa les personificacions del Sol o els atributs solars s'indiquen mitjançant una aurèola o una corona radiada.
Quan l'estudi sistemàtic de la mitologia comparada es va fer popular durant el segle XIX, l'opinió acadèmica tendia a interpretar els mites històrics i la iconografia en termes de "simbolisme solar". Aquest va ser especialment el cas amb Max Müller i els seus seguidors a partir de la dècada de 1860 en el context dels estudis indoeuropeus. Molts "símbols solars" reclamats al segle xix, com l'esvàstica, la triskele, la creu solar, etc. han tendit a ser interpretats de manera més conservadora a partir del segle xx.

## Disc Solar

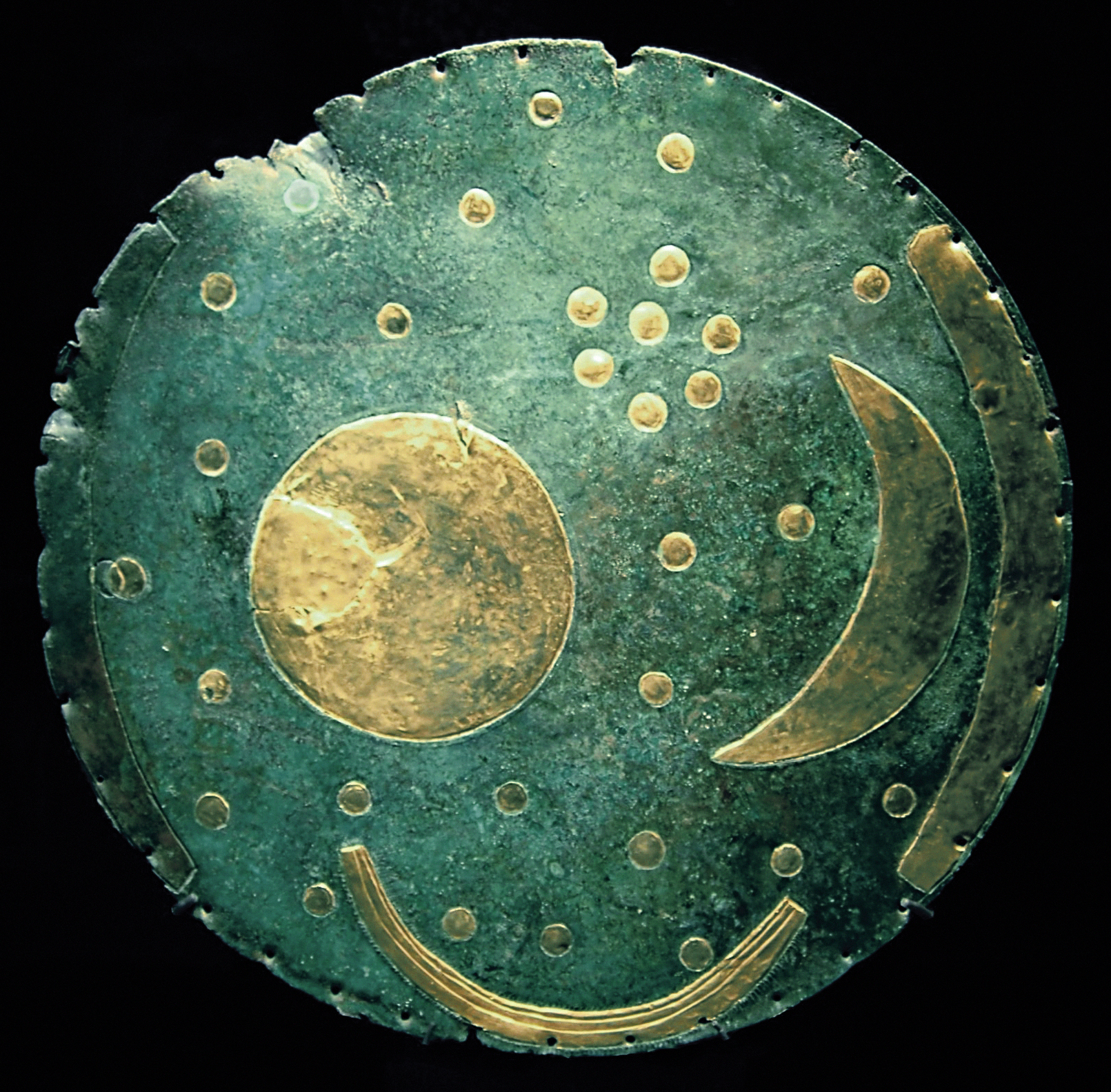
El disc solar, la lluna creixent i les estrelles tal com es mostra al disc cel de Nebra (c. 1600 abans de Crist)

L'element bàsic de la majoria dels símbols solars és el disc solar circular.
El disc es pot modificar de diverses maneres, especialment afegint rajos (trobats a l'Edat del Bronze en representacions egípcies d'Aten) o una creu. A l'Orient Pròxim antic, el disc solar també es pot modificar mitjançant l'addició dels Uraeus (cobra de criança), i en l'Antiga Mesopotàmia es mostrava alada 

### Edat del Bronze
Els jeroglífics egipcis tenen un gran inventari del simbolisme solar a causa de la posició central de les deïtats solars (Ra, Horus, Aten, etc.) en la religió egípcia.

L'ideograma principal del "Sol" era una representació del disc solar,
| N5 |

| N6 |

L'ideograma "Sol" en l'escriptura xinesa inicial, que comença amb l'escriptura òssia d'oracle (segle XII aC) també mostra el disc solar amb un punt central (d'on el personatge modern 日), anàleg al jeroglífic egipci.

### Símbol astronòmic
| ☉              | ☉                                                                                 |
| Sol            | Sol                                                                               |
| -------------- | --------------------------------------------------------------------------------- |
| En Unicode     | U + 2609 ☉ Sun (HTML ☉)                                                           |
| Relacionat amb |                                                                                   |
| Vegeu també    | U + 2600 ☀ sol negre amb raigs (HTML ☀) U + 263C ☼ sol blanc amb ratlles (HTML ☼) |
| Diferent de    |                                                                                   |
| Diferent de    | U + 2299 ⊙ OPERADOR DE PUNT ENCERCLAT (HTML ⊙)                                    |

El símbol astronòmic modern per al Sol (punt de cercle, Unicode U + 2609 ☉; cf U + 2299 ⊙ "operador de cercle circular") es va usar per primera vegada en el Renaixement. Un diagrama del Komendium of Astrology del segle xii de Johannes Kamateros mostra el Sol representat per un cercle amb un raig. El planisferi de Bianchini, fet en el segle ii, té un cercle amb raigs que irradien d'ell.

## Representacions amb radis
A circular disk with alternating triangular and wavy rays emanating from it is a frequent symbol or artistic depiction of the sun.

### Antiquity
The ancient Mesopotamian "star of Shamash" could be represented with either eight wavy rays, or with four wavy and four triangular rays.
The Vergina Sun (also known as the Star of Vergina, Macedonian Star, or Argead Star) is a rayed solar symbol appearing in ancient Greek art from the 6th to 2nd centuries BC. The Vergina Sun appears in art variously with sixteen, twelve, or eight triangular rays.

### Sun with face
The iconographic tradition of depicting the Sun with rays and with a human face developed in Western tradition in the high medieval period and became widespread in the Renaissance, harking back to the Sun god (Sol/Helios) wearing a radiate crown in classical antiquity.

### Sunburst
El raig de sol va ser la insígnia del rei Eduard III d'Anglaterra i, per tant, s'ha convertit en la insígnia del càrrec de Windsor Herald 

### Emblemes moderns
Les insígnies oficials que incorporen símbols solars amb raigs inclouen l'emblema dels jesuïtes, la bandera de l'Uruguai, la bandera de Kiribati, algunes versions de la bandera de l'Argentina, la insígnia de les Forces de Defensa Irlandeses i l'escut de l'Iraq de 1959-1965.
Les representacions del sol a les banderes de la República de la Xina (Taiwan), Kazakhstan, Kurdistan i Nepal només tenen raigs rectes (triangulars); la del Kirguizstan només té raigs corbes; mentre que la de les Filipines té raigs divergents curts agrupats en fils.
Una altra forma de raig del sol té línies radials simples que divideixen el fons en dos colors, com en les banderes militars del Japó i l'actual bandera de Macedònia del Nord, i a les parts superiors de les banderes del Tibet i d'Arizona.
La bandera de Nou Mèxic es basa en el símbol de sol de Zia, que té quatre grups de quatre raigs paral·lels emanats simètricament d'un cercle central.

Pictograma típic del "temps clar" (raigs triangulars)

### Pictograma modern
El pictograma modern que representa el Sol com un cercle amb raigs, sovint en nombre de vuit (indicada per qualsevol de les línies rectes o triangles; Unicode Diversos Símbols ☀ O + 2600; ☼ O + 263C) indica "bon temps" en les previsions meteorològiques, originalment en la televisió previsions als anys setanta. El bloc Unicode 6.0 Diversos símbols i pictogrames va introduir un altre conjunt de pictogrames meteorològics, incloent "sol blanc" sense raigs 1F323 🌣, així com "sol amb cara" U + 1F31E 🌞.
El pictograma "sol amb raigs" també s'utilitza per representar la configuració de "alta brillantor" als dispositius de visualització, codificats per separat per Unicode 6.0 U + 1F50 🔆

## Creus
La "creu solar" o "roda solar" (🜨) sovint es considera que representen les quatre estacions i l'any tropical i, per tant, el Sol (tot i que com a símbol astronòmic modern, significa la terra). En la religió prehistòrica de l'Edat del Bronze a Europa, les creus en cercles apareixen freqüentment sobre artefactes identificats com a objectes de culte. Un exemple de l'època del bronze nòrdic és el “estàndard en miniatura” amb incrustacions d'ambre que revelen una forma de creu quan es manté contra la llum (Museu Nacional de Dinamarca). El símbol de l'edat de bronze també ha estat relacionat amb la ràdios carro de la roda, que en el moment va ser de quatre puntes- (comparar el Bideograma Lineal 243 "roda" 𐃏). En el context d'una cultura que celebrava el carro del Sol, la roda podria haver tingut una connotació solar (vegeu el carro del sol de Trundholm).
El símbol Arevakhach (creu solar) que sovint es troba en les esteles memorials armènies es reivindica com un antic símbol solar armeni de l'eternitat i la llum.
Alguns xaman Sami tambors tenen la Beiwe Sami símbol de sol que s'assembla a una creu solar.
L'esvàstica es pot derivar de la creu solar, i és un altre símbol solar en alguns contexts. S'utilitza entre budistes ("manji"), Jains i hindús ; i moltes altres cultures, encara que no necessàriament com a símbol solar. Vegeu també el festival Malkh.
Algunes formes dels signes de triple espiral o triskelion també han estat reivindicades com a símbols solars.
El "Sol Negre" (en alemany Schwarze Sonne) és un símbol de significació esotèrica i oculta basat en un mosaic de rodes de sol amb simetria rotacional de dotze vegades incorporat a un sòl del castell de Wewelsburg durant l'època nazi, que es basava en la seva forma fluïda en esvàstica. com dissenys en el període migratori Zierscheiben. El Kolovrat, o en polonès "Kołowrót", representa el Sol en el neopaganisme eslau.

Creu solar
Terra, símbol astronòmic
Creu solar de Caddo
Creu solar d'Asshur
Creu solar d'Asshur i lluna creixent de  Nanna
Clan Shimazu  Mon

## Símbols circulars
La majoria de símbols relacionats amb el Sol estan basats en el cercle, com per exemple a la bandera del Japó. A l'astrologia, aquest símbol és un cercle amb un punt al centre, probablement derivat del jeroglífic egipci per referir-se al Sol o al déu Ra que el representava.

Esvàstica de creu solar
Triskelion
Svarog Kołowrót Eslava
Sol negre
Símbol solar com a roda

## Símbols de tres braços
El cercle es pot dividir de manera regular igualment amb tres braços, donat peu a nous símbols solars, com la trisquela amb totes les seves variants. Si es dobla el símbol, apareixen els cercles amb sis braços, que són l'origen de l'anomenada flor de la vida, un símbol complex usat per diverses cultures europees.

## Símbols de quatre braços
Aquest cercle pot portar també creus o braços interiors, formant símbols específics:
- la creu solar (símbol neolític que designa la totalitat, per la suma dels punts cardinals i el Sol), que es refereix a la roda del carro que transportava el sol segons la mitologia
- l'esvàstica sembla una derivació d'aquesta roda o creu solar

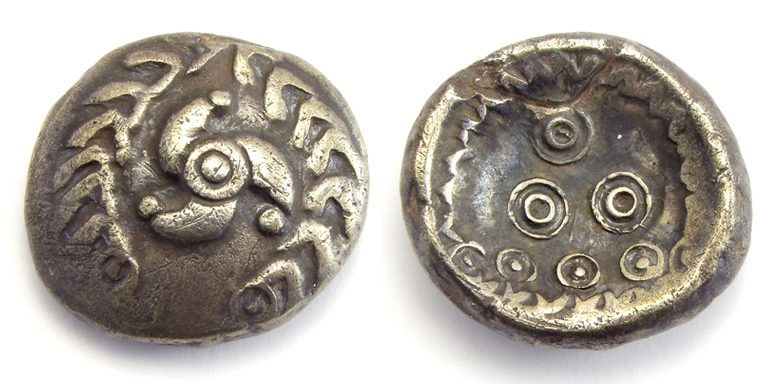
Moneda dels celtes del Rin del tipus "copa d'arc iris", que associa dos símbols solars: la trisquela i el disc puntuat (Ra)

A vegades els braços es doblen, de manera que es forma un cercle amb vuit línies interiors, essent també la roda del carro solar. El mateix símbol és atribut de diversos déus, com la Taranis gal·la. Aquest símbol ha donat peu a les estrelles de vuit puntes presents a banderes russes.

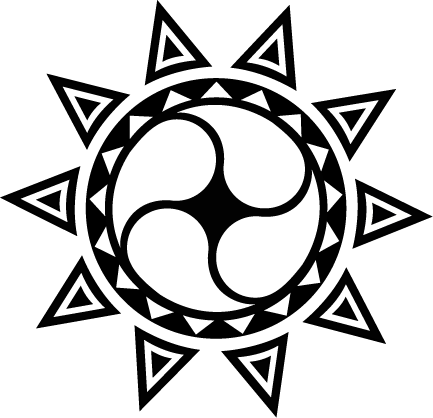
RKP símbol solar 1
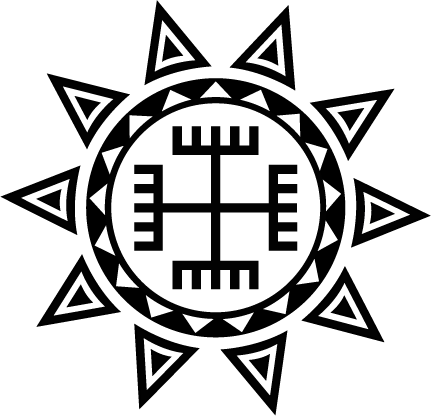
RKP símbol solar 2
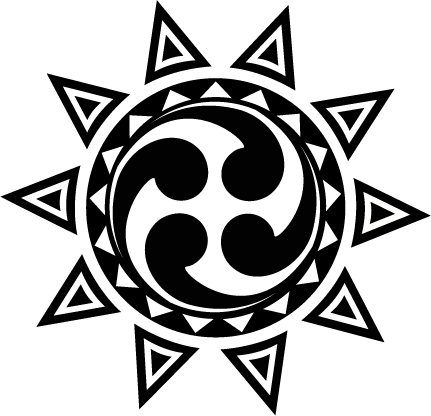
RKP símbol solar 3